# Jansberg, Långaryd
Jansberg är en by och ett område i Långaryds distrikt (Långaryds socken) i Hylte kommun, Hallands län (Småland).
Jansberg ligger på östra sidan om Jansbergssjön. En mängd fornlämningar finns i området, vid Jansbergssjön finns en stenåldersboplats, och ovanför stenåldersboplatsen finns två järnåldersgravfält med gravar från äldre järnålder, bland annat två domarringar. På en udde vid sjön finns även fossil åkermark.
En udde i Jansbergssjön kallas Jättabron. Enligt en sägen skall en jätte som bodde i Måråsa i Bokhults socken varit på väg till Långaryds kyrka för att riva den. Han hade med sig en säck med stenar, men säcken gick sönder när han passerade Jansbergssjön och stenarna föll ut och Jättabron bildades.
Då Långaryds hembygdsförening bildades 1938 började en hembygdsgård uppföras vid Jansberg, och redan samma år flyttades en ryggåsstuga hit från Kambo. Ett flertal andra äldre byggnader har senare flyttats till området. Länsstyrelsen i Hallands län klassade 2019 området som ett riksintresse för kulturmiljövården.